# STS-51-I
STS-51-I var den tjugonde flygningen i det amerikanska rymdfärjeprogrammet och den sjätte i ordningen för rymdfärjan Discovery. Den sköts upp från Pad 39A vid Kennedy Space Center i Florida den 27 augusti 1985. Efter drygt sju dagar i omloppsbana runt jorden återinträdde rymdfärjan i jordens atmosfär och landade vid Edwards Air Force Base i Kalifornien.

## Start och landning
Starten skedde klockan 06:58 (EDT) 27 augusti 1985 från Pad 39A vid Kennedy Space Center i Florida.
Landningen skedde klockan 06:15 (PDT) 3 september 1985 vid Edwards Air Force Base i Kalifornien.

## Uppdragets mål
Huvuduppgiften för detta uppdrag var att placera tre kommunikationssatelliter i omloppsbana samt att fånga in och reparera satelliten IV-3 (LEASAT-3) som felat efter sin uppskjutning under uppdraget STS-51-D. De tre satelliterna var den australiska AUSSAT-l, den amerikanska ASC-1 (som ägs och kontrolleras av American Satellite Co. samt SYNCOM IV-4 (eller LEASAT-4, som används av det amerikanska försvarsdepartementet).